# Jean Frollo
Jean Frollo est un pseudonyme collectif employé par différents journalistes pour signer l'éditorial en une du Petit Parisien, du 25 janvier 1879 au mois de juillet 1914. Il a notamment été utilisé par Charles-Ange Laisant, Philipp Aebischer et André Tardieu.